# 毛里齊奧·波利尼
毛里齊奧·波利尼（義大利語：Maurizio Pollini，1942年1月5日—2024年3月23日），意大利鋼琴家。

## 生平
毛里齊奧·波利尼生於米蘭，其父為理性主義建築學家基諾·波利尼，曾先後師從卡洛·洛纳蒂（Carlo Lonati）、卡洛·维杜索學琴。其後獲米蘭音樂學院文憑，並在1960年獲得第六届蕭邦國際鋼琴比賽第一名，成為首位獲此殊榮的義大利人，因而聲名大噪，其後師從阿图罗·贝内德蒂·米凯兰杰利，繼續學習。
自1960年代中期，波利尼便在各地舉辦獨奏會，並和歐洲各大樂團巡迴各地，1968年首次訪美，1974年首次訪日。
1985年，巴哈300年生辰之際，波利尼演奏了《平均律键盘曲集》第一卷全集。1987年則和克劳迪奥·阿巴多指揮的維也納愛樂在紐約上演全套貝多芬鋼琴協奏曲，因而獲得維也納愛樂的榮譽指環。1993/1994樂季，波利尼在柏林、慕尼黑、紐約、米蘭、巴黎、倫敦和維也納上演貝多芬全部鋼琴奏鳴曲。1995年，波利尼在薩爾茨堡音樂節策劃了以自己名字命名的｢波利尼計劃」（Progetto Pollini）音樂會，囊括了不同時期的古典音樂，類似的｢透視波利尼」（Perspectives: Maurizio Pollini）系列音樂會在2000/2001樂季于卡內基音樂廳推出。
鋼琴事業之外，波利尼也曾嘗試指揮。1982年在佩萨罗首次作為指揮登台，指揮羅西尼歌劇《湖上女郎》。自此波利尼定期指揮歌劇，尤其是羅西尼的歌劇，還有管弦樂作品，更會在鋼琴協奏曲时一邊彈琴一邊指揮。

## 獲獎與榮譽
- 1960年：第六届蕭邦國際鋼琴大賽第一名
- 1996年：西門子音樂獎（英语：Ernst von Siemens Music Prize）
- 2001年：金音叉獎（英语：Diapason d'Or）（貝多芬迪亚贝利变奏曲）
- 2007年：葛萊美獎最佳樂器獨奏（蕭邦夜曲集）

## 評價
波利尼以演繹貝多芬、舒伯特、蕭邦、舒曼、布拉姆斯、勋伯格、韦伯恩的作品而著名，而對現代作曲家，特別是布列兹、诺诺、施托克豪森、曼佐尼、卡內瓦莱、夏里诺、索利馬、马代尔纳等人作品的演繹，被譽為無與倫比，這些作曲家當中，更有人把作品題獻給波利尼。波利尼的技術超群，但也有人認為他音樂情緒處理相當保守。當代評論家對波利尼則有如是描述：
- 爱德华·萨义德：「波里尼的所有演奏，都流露對音樂的一種取徑（approach）──一種直接的取徑，有充滿貴族氣息的清晰，發音有力而寬宏。」[1]

## 作品節選

### 商業錄音
波利尼1971年為德意志留聲機公司錄製了首個唱片，曲目有史特拉汶斯基《彼得魯斯卡三選段》和浦羅哥菲夫第七號鋼琴奏鳴曲，被譽為20世紀鋼琴錄音的經典，自此波利尼被認為是德意志留聲機旗下的首席鋼琴家藝人。波利尼在德意志留聲機留下的蕭邦練習曲（作品第10、第25號），也是在國際公認的名盤。德意志留聲機公司在波利尼60大壽時，將他的錄音結集成13CD的特別紀念版發行。在此，列舉波利尼的重要錄音作品如下：
- (CD). 20世紀偉大鋼琴家（英语：Great Pianists of the 20th Century） 78. Philips Classics. 456 937-2.
- (CD). 20世紀偉大鋼琴家 79. Philips Classics. 1999. 456 940-2.
- . Berlin: DG.